# La La La
«La La La» — пісня британського музичного продюсера і музиканта Ноті Боя, записана за участю співака Сема Сміта (теж з Британії) .
19 травня 2013 року пісня була видана окремим синглом. Також вона ввійшла до дебютного альбому Ноті Боя, що вийшов у серпні того ж року, який називається Hotel Cabana (це був другий синґл з цього альбому).

## Сюжет пісні
Як пише сайт Songfacts, пісня «La La La» була натхненна настроєм пісні групи No Doubt «Don't Speak». Ноті Бой якось сказав: 
Ця [пісня] вплинула на багатьох людей, і це (приб. перекл.: вплинути на людей) те, що я в кінцевому підсумку хочу зробити своєю музикою.
Ноті Бой також більш детально розповідав Radio.com, що пісня була натхненна ідеєю про те, що людина, боячись, що йому буде боляче від цієї розповіді, відмовляється слухати пояснення іншої людини, яка хоче розповісти причини, чому він розбиває серце першого. Як пише сайт Songfacts, Hoті Бой "додав, що ця пісня також є проханням до всіх дорослих у світі припинити поводитися відповідно до свого віку. - «Ти не повинен слухати все, що тобі говорять. Іноді круто просто відгородиться / заблокуватися від цього і поводитися як дитина. В душі я досить великою мірою дитина. » "

## Відеокліп
«Чарівник з країни Оз»
Відеокліп був натхненний книгою «Чарівник з країни Оз». У кліпі хлопчик, взявши з собою свою собаку, тікає з дому.
Болівійських міф про Ель Тіо
Жив собі один маленький хлопчик, Який народився глухим. Рідні його ображала, так що він втік з дому і оселився на вулиці. Хлопчик знайшов, що може врятую людей від неприємностей і хвороб за допомогою чудодійного крику - а кричав він так сильно, ніби на місто обрушувався смерч або землетрус. Одним з «пацієнтів» хлопчика став старий, якого несправедливо звинуватили і побили городяни - хлопчик врятував бідолаху від розлючених жителів і вилікував його хворе серце. Потім старий і хлопчик зустріли ще одного нещасного, Який повідав, що постраждав від гніву злого духа Ель Тіо. Кожен, хто чув голос Ель Тіо, негайно підпадав під чари злого духа, і від цього не було ніякого порятунку. Тоді хлопчик вирушив до печери, де жив Ель Тіо, і спрямувала зусилля свого могутнього голосу проти злого духа. Ель Тіо не зміг протистояти хлопчикові, адже той був глухим, а головною зброєю Ель Тіо був голос. Так хлопчик позбавила людей від злого духа.
Сенс кліпу La La La після викладу цієї легенди, думаю, не викликає більше питань. Цілком логічно, що відео було знято в Болівії, а фігура злого духа у фінальній сцені дійсно повторює риси обличчя Ель Тіо, що живуть в народній свідомості. Незважаючи на те, що дія легенди перемістилося в сьогодення, трохи помінялися декорації, в цілому кліп досить точно переказує сюжет болівійського міфу.

## Прийняття публіки
Синґл з піснею «La La La» досяг 1 місця у Великій Британії (в національному синґловому чарті UK Singles Chart). Для Ноті Боя це був перший синґл номер 1 в цій країні, як для виконавця й автора пісні. До цього він максимум добирався до 2 місця — цього досягла пісня «Heaven» [en] у виконанні Емелі Санде, одним зі співавторів якої він був.

## Чарти
| Чарт (2013-14)                             | Позиція |
| ------------------------------------------ | ------- |
| Australia (ARIA)                           | 5       |
| Austria (Ö3 Austria Top 40)                | 3       |
| Belgium (Ultratop 50 Flanders)             | 3       |
| Belgium (Ultratop Flanders Dance)          | 3       |
| Belgium (Ultratop Flanders Urban)          | 1       |
| Belgium (Ultratop 50 Wallonia)             | 5       |
| Belgium (Ultratop Wallonia Dance)          | 2       |
| Brazil (ABPD)                              | 42      |
| Canada (Canadian Hot 100)                  | 43      |
| Canada CHR/Top 40 (Billboard)              | 27      |
| Canada Hot AC (Billboard)                  | 46      |
| Czech Republic (Rádio Top 100)             | 1       |
| Denmark (Tracklisten)                      | 2       |
| Europe (Euro Digital Songs)                | 2       |
| Finland (Suomen virallinen lista)          | 2       |
| France (SNEP)                              | 6       |
| ID is MANDATORY FOR GERMAN CHARTS          | 2       |
| Greece Digital Songs (Billboard)           | 5       |
| Hungary (Dance Top 40)                     | 6       |
| Hungary (Rádiós Top 40)                    | 2       |
| Hungary (Single Top 40)                    | 20      |
| Ireland (IRMA)                             | 3       |
| Israel (Media Forest)                      | 5       |
| Italy (FIMI)                               | 1       |
| Lebanon (The Official Lebanese Top 20)     | 1       |
| Luxembourg Digital Songs (Billboard)       | 3       |
| Mexico Ingles Airplay (Billboard)          | 10      |
| Netherlands (Dutch Top 40)                 | 4       |
| Netherlands (Single Top 100)               | 4       |
| New Zealand (Recorded Music NZ)            | 5       |
| Norway (VG-lista)                          | 2       |
| Poland (Polish Airplay Top 100)            | 2       |
| Poland (Dance Top 50)                      | 9       |
| Portugal Digital Songs (Billboard)         | 2       |
| Scotland (Official Charts Company)         | 3       |
| Slovakia (Rádio Top 100)                   | 2       |
| Spain (PROMUSICAE)                         | 4       |
| Sweden (Sverigetopplistan)                 | 13      |
| Switzerland (Schweizer Hitparade)          | 2       |
| UK Singles (Official Charts Company)       | 1       |
| UK Asian (Official Charts Company)         | 1       |
| UK Dance (Official Charts Company)         | 1       |
| UK Urban (Official Charts Company)         | 1       |
| US Billboard Hot 100                       | 19      |
| US Adult Top 40 (Billboard)                | 37      |
| US Dance Club Songs (Billboard)            | 18      |
| US Mainstream Top 40 (Billboard)           | 10      |
| US Rhythmic (Billboard)                    | 37      |
| Venezuela Pop Rock General (Record Report) | 14      |

| Чарт (2013)                          | Позиція |
| ------------------------------------ | ------- |
| Australia (ARIA)                     | 40      |
| Belgium (Ultratop 50 Flanders)       | 28      |
| Belgium (Ultratop Flanders Dance)    | 19      |
| Belgium (Ultratop Flanders Urban)    | 10      |
| Belgium (Ultratop 50 Wallonia)       | 43      |
| Belgium (Ultratop Wallonia Dance)    | 10      |
| Germany (Media Control AG)           | 10      |
| Hungary (Rádiós Top 40)              | 16      |
| Israel (Galgalatz 2013 chart)        | 18      |
| Netherlands (Mega Single Top 100)    | 18      |
| New Zealand (Recorded Music NZ)      | 33      |
| Spain (PROMUSICAE)                   | 34      |
| UK Singles (Official Charts Company) | 5       |
| Чарт (2014)                          | Позиція |
| US Billboard Year-End Hot 100        | 82      |
| US Billboard Year-End Pop Songs      | 49      |

## Сертифікації
| регіон                       | сертифікація   | продажі              |
| ---------------------------- | -------------- | -------------------- |
| Австралія (ARIA)             | 2 × Платиновий | 140 000 ^            |
| Бельгія (BEA)                | Золотий        | 15 000 *             |
| Канада (Music Canada)        | Золотий        | 40 000 ^             |
| Данія (IFPI Denmark)         | Золотий        | 15 000 ^             |
| Німеччина (BVMI)             | Платиновий     | 300 000 ^            |
| Італія (FIMI)                | 2 × Платиновий | 60 000 посилання=    |
| Нова Зеландія (RMNZ)         | Платиновий     | 15 000 *             |
| Швеція (GLF)                 | 3 × Платиновий | 120 000 ^            |
| Швейцарія (IFPI Switzerland) | Платиновий     | 30 000 ^             |
| Велика Британія (BPI)        | 2 × Платиновий | 1 200 000 посилання= |
| США (RIAA)                   | 2 × Платиновий | 2 000 000            |
| стрімінг                     |                |                      |
| Данія (IFPI Denmark)         | 4 × Платиновий | 7 200 000 ^          |
| Іспанія (PROMUSICAE)         | Золотий        | 4 000 000 ^          |
|                              |                |                      |